# Андало Валтелино
А̀ндало Валтелѝно (на италиански: Andalo Valtellino, на западноломбардски: Andel, Андел) е село и община в Северна Италия, провинция Сондрио, регион Ломбардия. Разположено е на 229 m надморска височина. Населението на общината е 552 души (към 2011 г.).